# Tabanus ustus
Tabanus ustus är en tvåvingeart som beskrevs av Walker 1850. Tabanus ustus ingår i släktet Tabanus och familjen bromsar. Inga underarter finns listade i Catalogue of Life.